# Friedemann Buddensiek
Friedemann Buddensiek (* 1967 in Wolfsburg) ist ein deutscher Philosoph.
Buddensiek studierte nach dem Abitur zuerst von 1986 bis 1987 Kirchenmusik an der Kirchenmusikschule Esslingen/Neckar. 1989 bis 1994 studierte er daraufhin Philosophie, Neuere und Alte Geschichte sowie Slawistik an der Friedrich-Alexander-Universität Erlangen-Nürnberg. 1997 promovierte er dort mit einer Arbeit über „‘Die Tugend ist ein Werkzeug des Intellekts’: Untersuchung zur Konzeption der eudaimonia in Aristoteles’ Eudemischer Ethik“. Im Anschluss war Buddensiek am dortigen Institut für Philosophie beschäftigt, erst als Mitarbeiter, ab 1999 als Assistent. Nach seiner Habilitation  im Jahre 2004 (Thema: „Die Einheit des Individuums : eine Studie zur Ontologie der Einzeldinge“) wechselte er an die Julius-Maximilians-Universität Würzburg, wo er schließlich von 2006 bis 2007 eine Lehrstuhlvertretung für Antike Philosophie innehatte. Seit dem Wintersemester 2007 ist Buddensiek Professor (W3) für Antike Philosophie an der Johann Wolfgang Goethe-Universität Frankfurt am Main in der Nachfolge von Wolfgang Detel.
Zu Buddensieks Arbeitsschwerpunkten zählen neben der Antiken Philosophie im Allgemeinen der Hellenismus, die klassische Metaphysik, die Philosophie des Geistes sowie die Analytische Philosophie. Seine Veröffentlichungen beziehen sich in der Mehrzahl auf Aristoteles.